# Christian Zacharias
Christian Zacharias (ur. 27 kwietnia 1950 w Jamshedpur w Indiach) – niemiecki pianista i dyrygent.

## Życiorys
W latach 1960–1969 studiował w wyższej szkole muzycznej w Karlsruhe oraz 1970–1973 w Paryżu u Irene Slavin oraz Vlado Perlemutera.
Laureat konkursów w Genewie (1969), w Fort Worth Teksas (1973) i Paryżu (1975).
Wykonuje również muzykę kameralną, głównie Wolfganga Amadeusa Mozarta, a także utwory Domenico Scarlattiego, Franza Schuberta, Roberta Schumanna i Maurice’a Ravela.
Od 2000 jest dyrektorem muzycznym Orkiestry Kameralnej w Lozannie.

## Nagrody
Otrzymał m.in. Order Sztuki i Literatury.